# Spannarp sogn
Spannarp sogn i Halland var en del af Himle herred. Spannarp distrikt dækker det samme område og er en del af Varbergs kommun. Sognets areal var 19,77 kvadratkilometer, heraf land 19,63. I 2020 havde distriktet 739 indbyggere. Landsbyen Himle ligger i sognet.
Navnet (1379 Spandtorp) består af to dele. Den første del er enten mannsnavnet Spanni eller et ord, der er relateret til spand. Den anden del er torp.. Befolkningen steg fra 1810 (444 indbyggere) til 1880 (862 indbyggere). Derefter faldt den, så der i 1980 var 630 indbyggere i Spannarp. Siden er befolkningen steget igen.